# Carmen Mejía Ruiz
Carmen Mejía Ruiz (Valdepeñas, 4 de abril de 1956) es una filóloga española, estudiosa de la lengua y la literatura gallegas.
Es doctora en Filología románica y profesora titular de Filología Románica en la Facultad de Filología de la Universidad Complutense de Madrid.

## Trayectoria
En octubre de 1980, apenas se licenció, empezó a trabajar en la Universidad Complutense de Madrid como profesora ayudante, siendo catedrático del Departamento de Filología Románica Alonso Zamora Vicente, su maestro.
Es doctora en Filología Románica. Se convirtió en profesora titular de Filología Románica del Departamento de Filología Románica, Eslava y Lingüística General de la Universidad Complutense de Madrid, donde se dedica a la enseñanza de la literatura románica medieval y de literatura gallega contemporánea, así como un doctorado de Poesía Contemporánea Comparada: castellana, gallega, catalana y portuguesa.
Su docencia e investigación se centran en las literaturas románicas comparadas, Lingüística románica, fonética y morfosintaxis románica. Literaturas peninsulares comparadas. Literatura gallega I, II y III Lengua y Lingüística gallega.
Obtuvo un máster en Estudios Literarios: Literatura e identidad nacional en la península ibérica: literaturas peninsulares en contacto.
En la Facultad de Geografía e Historia obtuvo un máster en Estudios Medievales: mitos, fronteras, leyendas y viajes en la Edad Media.
Investiga especialmente la narrativa hispanoamericana, los libros de viajes, la poesía y la narrativa peninsular (gallega y catalana) comparada, y sobre todo el exilio de los escritores gallegos y catalanes durante la dictadura franquista.
Sobre libros de viajes ha publicado artículos en la Revista de Filología Románica de la Universidad Complutense, abordando A peregrinação de Fernão Mendes Pinto y el Libro del Infante D. Pedro de Portugal.
Ha escrito artículos sobre narrativa gallega contemporánea, estudiando la obra de Darío Xohán Cabana (publicado en Grial), la narrativa de María Xosé Queizán (publicado en Madrygal. Revista de Estudios Gallegos), así como la poesía de Xesús Alonso Montero, de Manuel Antonio, de Vicente Araguas (publicados en las actas de distintos congresos).
Junto con Ribera Llopis ha abordado la obra de Alonso Zamora Vicente, publicado en el homenaje que se le hizo a este último en Madrid.

## Carrera[5]
- 1980-1995: profesora de Lengua Española (conversación, gramática y cursos monográficos del Nivel Superior) en los cursos de verano organizados por los Ministerios de Exteriores, Cultura y Educación, cuyo director era el Dr. Alonso Zamora Vicente.
- 1990 (mayo): invitada por la Universidad de Copenhague para impartir un seminario sobre español coloquial durante quince días.
- 1996-2002: profesora y secretaria académica del curso arriba citado, siendo su director honorífico el Dr. Zamora Vicente y su director el Dr. Jesús Sánchez Lobato.
- 2003-2005: secretaria académica del curso para especialistas del español, organizado por la AECI y dirigido por los doctores Juan Mayor y Jesús Sánchez Lobato durante los meses de julio y agosto.
- Desde noviembre de 2003 hasta febrero de 2004: beca de investigación, durante tres meses, en el Real Colegio Complutense ubicado en la Universidad de Harvard, en Cambridge (Estados Unidos). Allí realizó una parte de la investigación para el artículo sobre el exilio. Siguió investigando sobre los libros de viajes del siglo XVI y XVII.
- Desde julio de 2006 hasta septiembre de 2006: Beca del Amo de la Universidad Complutense de Madrid, de tres meses, en la Universidad de California en Berkeley (Estados Unidos). Completó la pesquisa de ediciones de los libros de viajes de los siglos XVI y XVII, y realizó entrevistas a personajes relacionados con el exilio español y gallego, como el escritor vasco Carlos Blanco Aguinaga (1926-) y Eva Barcia (viuda del escritor gallego José Rubia Barcia, 1914-1997).[6]
- Conferenciante invitada por la Dirección de Cultura de la Junta de Galicia en varias ocasiones: Isla de San Simón, Rianjo, etc.
- Conferenciante invitada por el Ateneo de Madrid en varias ocasiones para la presentación del Día de las Letras Gallegas.
- Secretaria Académica del Departamento de Filología Románica desde 1990 hasta 2001.
- Directora de varias tesis de Literatura Comparada:
  - Poesía gallega y poesía brasileña: Rosalía de Castro y Cora Coralina.
  - Romanticismo español: Bécquer y Rosalía de Castro (codirectora), etc,
- Directora de distintos trabajos de investigación para el DEA sobre lenguas y literaturas románicas.

Asiste con regularidad a los congresos de la Asociación Hispánica de Literatura Medieval y de la Asociación de Estudios Gallegos. Ha asistido como ponente a congresos tanto nacionales como internacionales ―por ejemplo, el que se celebró en La Habana (Cuba) en el año 2000, organizado por la Asociación de Estudios Gallegos― relacionados con los temas de su investigación.
Es directora de Revista de Estudios Gallegos «Madrygal», publicación de gran prestigio internacional editada por la Universidad Complutense de Madrid, y ha participado en varios congresos y conferencias literarias, divulgando la literatura gallega.

## Obras

### Ensayo
- La figura del dictador en la novela moderna y contemporánea (narrativa hispanoamericana). Madrid: Editorial de la Universidad Complutense, pág. 497, 1987.[5]

### Obras colectivas
- «Estéticas da poesía galega e signos de ruptura. Unha nova ollada ó Grupo de Comunicación poética Rompente», en Madrygal. Revista de Estudios Gallegos, 2001.[9]
- «El exilio de Castelao en Norteamérica (textos y documentos)», en Madrygal. Revista de estudios gallegos. Madrid: UCM, n.º 7, 2004.
- Carmen Mejía Ruíz (dir.): Dos vidas y un exilio. Ramón de Valenzuela (1914-1980) y María Victoria Villaverde (1922-). Estudio y antología. Madrid: Editorial Complutense, 2011.[10]
- El Oriente maravilloso y exótico: dos relatos de viajes, con María Victoria Navas Sánchez-Elez. Bucarest (Rumania): Cartea Universitara, 2007. 355 páginas.[11]

### Artículos selectos[12]
- 1990: «Aproximación a los descubrimientos portugueses y su proyección en los libros de viajes» (artículo), en: Revista de Filología Románica, volumen 7, págs. 309-314
- 1991: «Las peregrinaciones de Fernao Mendes Pinto: Un relato de viajes peculiar» (artículo), en: Revista de Filología Románica vol. Extra, 1 (1991) págs. 165-183
- 1992: «Aspectos de oralidade n'algúns textos galego-portugueses e occitanos» (ensayo), en Contacts de langues, de civilisations et intertextualité, págs. 1045-1052.
- 1995: «El libro del infante Don Pedro de Portugal» (ensayo), en: Medioevo y literatura. Actas del V Congreso, 3, págs. 311-320.
- 1998: «Estudio crítico y problemas de transmisión de un libro de viajes medieval», en Revista de Filología Románica, n.º 15, págs. 215-232. Madrid: UCM, 1998.[5]
- 1998: «El libro del Infante don Pedro de Portugal: estudio crítico y problemas de transmisión» (artículo), en: Revista de Filología Románica, volumen 15, págs. 215-232
- 1999: «Recreación medieval en la obra de Darío Xohán Cabana» (ensayo), en: Actes del VII Congrés de l'Associació Hispànica de Literatura medieval, parte 2, págs 471-480.
- 2001: «Mª Xosé Queizán: Labyrinthische Liebe» (en colaboración con Ana Acuña), en Dissidenten der Geschlechteordnung (págs. 248-254), de Werne Altmam, Cecilia Dreymüler, Arno Gimber. Alemania: Editorial Tranvía, 2001.[5]
- 2001: «Estéticas da poesía galega e signos de ruptura. Unha nova ollada ó Grupo de Comunicación poética Rompente», en Madrygal. Revista de Estudios Gallegos. n.º 4, págs. 89-94. Madrid: UCM, 2001.[5]
- 2002: «Preguerra, guerra y posguerra española en “Penal de Ocaña” de María Josefa Canellada, “La plaça del diamant” de Merçé Rodoreda y “Adiós María” de Johana Torres» (en colaboración con Juan Ribera), en Homenaje a Alonso Zamora Vicente. Alicante: Universidad de Alicante, 2002.[5]